# Campeonato Paulista 2020
El Campeonato Paulista de Fútbol 2020 fue la 119ª edición del principal campeonato de clubes de fútbol del estado de São Paulo (Brasil). El torneo fue organizado por la Federación Paulista de Fútbol (FPF) y se extendió desde el 22 de enero de 2020 hasta el 8 de agosto del mismo año. Concedió  tres cupos para la Copa do Brasil de 2021 y dos cupos para el Campeonato Brasileño de Serie D para clubes no pertenecientes a la Serie A, Serie B o Serie C del Brasileirão.

## Sistema de juego
Con la reducción del número de participantes de 20 a 16 equipos, los equipos serán divididos en cuatro grupos de cuatro equipos cada uno. Los equipos de un grupo enfrentan a los clubes de los otros grupos. En total, cada equipo participante disputa 12 partidos en la primera fase. Los dos primeros clasificados de cada grupo avanzan a cuartos de final, que se disputan en partido único en casa del club con mejor campaña de la primera fase. Las semifinales también son disputadas en partido único. La final se disputa en juegos de ida y vuelta, sin tener en cuenta el gol en condición de visitante.
Los tres primeros del campeonato clasificarán para la Copa de Brasil de 2021. Si uno de ellos, resulta clasificado a la Copa Libertadores 2019, el cuarto ubicado será el clasificado y así, sucesivamente. Para esta edición, descenderán 2 equipos y ascenderán 2 para la edición del 2019. Los descendidos resultarán de la tabla general que reúne a todos los equipos.

### Criterios de desempate
En caso de que haya dos o más equipos empatados en puntos al finalizar la primera fase del campeonato, los criterios de desempate son:
1. Mayor número de partidos ganados.
2. Mejor diferencia de gol.
3. Mayor número de goles a favor.
4. Menor número de tarjetas rojas recibidas.
5. Menor número de tarjetas amarillas recibidas.
6. Sorteo.

En caso de que haya dos equipos empatados en puntos al finalizar la segunda, tercera o cuarta fase (cuartos de final, semifinales y final) del campeonato, el desempate se realizará, directamente, en tiros desde el punto penal.

## Equipos participantes

### Ascensos y descensos
| Pos. | Descendidos en la temporada 2019 |
| ---- | -------------------------------- |
| 15º  | São Caetano                      |
| 16º  | São Bento                        |

| Pos. | Ascendidos de la Serie A2 |
| ---- | ------------------------- |
| 1º   | Santo André               |
| 2º   | A. A. Internacional       |
| 3º   | Água Santa*               |

### Información de los equipos
| Equipo              | Ciudad            | Estadio                   | Capacidad | Posición 2019 |
| ------------------- | ----------------- | ------------------------- | --------- | ------------- |
| Água Santa*         | Diadema           | José Batista              | 5 000     | 3° (Serie A2) |
| Botafogo F. C.      | Ribeirão Preto    | Santa Cruz                | 29 292    | 13º           |
| Corinthians         | São Paulo         | Arena Corinthians         | 48 000    | 1º            |
| Ferroviária         | Araraquara        | Arena da Fonte Luminosa   | 20 950    | 7º            |
| Guaraní             | Campinas          | Brinco de Ouro            | 35 000    | 11°           |
| A. A. Internacional | Limeira           | Major José Levy Sobrinho  | 18 000    | 2° (Serie A2) |
| Ituano              | Itu               | Novelli Júnior            | 18 560    | 8°            |
| Mirassol            | Mirassol          | José María de Campos Maia | 15 000    | 12º           |
| Novorizontino       | Novo Horizonte    | Jorge Ismael de Biasi     | 16 000    | 6º            |
| Oeste               | Barueri           | Arena Barueri             | 31 452    | 10°           |
| Palmeiras           | São Paulo         | Allianz Parque            | 40 199    | 3°            |
| Ponte Preta         | Campinas          | Moisés Lucarelli          | 19 728    | 9º            |
| Red Bull Bragantino | Bragança Paulista | Nabi Abi Chedid           | 17 022    | 14º           |
| Santos              | Santos            | Vila Belmiro              | 16 798    | 4º            |
| Santo André         | Santo André       | Bruno José Daniel         | 12 000    | 1° (Serie A2) |
| São Paulo           | São Paulo         | Pacaembú                  | 67 428    | 2º            |

- Água Santa fue ascendido a la Serie A1 del 2020 luego de que Red Bull Brasil se fusionara con Bragantino, conformando el nuevo equipo Red Bull Bragantino.[3][4]

## Primera fase

### Grupo A
| Pos. | Equipos     | PJ | PG | PE | PP | GF | GC | Dif. | Pts. |
| ---- | ----------- | -- | -- | -- | -- | -- | -- | ---- | ---- |
| 1.   | Santos      | 12 | 4  | 4  | 4  | 13 | 12 | +1   | 16   |
| 2.   | Ponte Preta | 12 | 4  | 1  | 7  | 14 | 16 | -2   | 13   |
| 3.   | Água Santa  | 12 | 2  | 5  | 5  | 7  | 15 | -8   | 11   |
| 4.   | Oeste       | 12 | 3  | 1  | 8  | 8  | 24 | -16  | 10   |

### Grupo B
| Pos. | Equipos       | PJ | PG | PE | PP | GF | GC | Dif. | Pts. |
| ---- | ------------- | -- | -- | -- | -- | -- | -- | ---- | ---- |
| 1.   | Palmeiras     | 12 | 6  | 4  | 2  | 17 | 6  | +11  | 22   |
| 2.   | Santo André   | 12 | 6  | 2  | 4  | 14 | 13 | +1   | 20   |
| 3.   | Novorizontino | 12 | 4  | 7  | 1  | 12 | 8  | +4   | 19   |
| 4.   | Botafogo FC   | 12 | 3  | 2  | 7  | 9  | 23 | -14  | 11   |

### Grupo C
| Pos. | Equipos          | PJ | PG | PE | PP | GF | GC | Dif. | Pts. |
| ---- | ---------------- | -- | -- | -- | -- | -- | -- | ---- | ---- |
| 1.   | São Paulo        | 12 | 6  | 3  | 3  | 19 | 11 | +8   | 21   |
| 2.   | Mirassol         | 12 | 4  | 5  | 3  | 16 | 11 | +5   | 17   |
| 3.   | Inter de Limeira | 12 | 4  | 2  | 6  | 8  | 15 | -7   | 14   |
| 4.   | Ituano           | 12 | 3  | 5  | 4  | 11 | 14 | -3   | 14   |

### Grupo D
| Pos. | Equipos       | PJ | PG | PE | PP | GF | GC | Dif. | Pts. |
| ---- | ------------- | -- | -- | -- | -- | -- | -- | ---- | ---- |
| 1.   | RB Bragantino | 12 | 7  | 2  | 3  | 18 | 9  | +9   | 23   |
| 2.   | Corinthians   | 12 | 4  | 5  | 3  | 15 | 10 | +5   | 17   |
| 3.   | Guarani       | 12 | 4  | 4  | 4  | 16 | 14 | +2   | 16   |
| 4.   | Ferroviária   | 12 | 3  | 6  | 3  | 13 | 9  | +4   | 15   |

## Fase final
|  | Cuartos de final | Cuartos de final | Cuartos de final |             |             | Semifinales | Semifinales | Semifinales |  |             | Final           | Final           | Final           | Final           |  |
|  | 29 y 30 de julio | 29 y 30 de julio | 29 y 30 de julio |             |             | 2 de agosto | 2 de agosto | 2 de agosto |  |             | 5 y 8 de agosto | 5 y 8 de agosto | 5 y 8 de agosto | 5 y 8 de agosto |  |
|  |                  |                  |                  |             |             |             |             |             |  |             |                 |                 |                 |                 |  |
|  |                  |                  |                  |             |             |             |             |             |  |             |                 |                 |                 |                 |  |
|  | RB Bragantino    | RB Bragantino    | 0                |             |             |             |             |             |  |             |                 |                 |                 |                 |  |
|  | RB Bragantino    | RB Bragantino    | 0                |             |             |             |             |             |  |             |                 |                 |                 |                 |  |
|  | Corinthians      | Corinthians      | 2                |             |             |             |             |             |  |             |                 |                 |                 |                 |  |
|  | Corinthians      | Corinthians      | 2                |             | Corinthians | Corinthians | 1           |             |  |             |                 |                 |                 |                 |  |
|  |                  |                  |                  |             | Corinthians | Corinthians | 1           |             |  |             |                 |                 |                 |                 |  |
|  |                  |                  | Mirassol         | Mirassol    | 0           |             |             |             |  |             |                 |                 |                 |                 |  |
|  | São Paulo        | São Paulo        | Mirassol         | Mirassol    | 0           | 2           |             |             |  |             |                 |                 |                 |                 |  |
|  | São Paulo        | São Paulo        |                  |             |             |             |             |             |  |             |                 |                 |                 |                 |  |
|  | Mirassol         | Mirassol         | 3                |             |             |             |             |             |  |             |                 |                 |                 |                 |  |
|  | Mirassol         | Mirassol         | 3                |             |             |             |             |             |  | Corinthians | Corinthians     | 0               | 1 (3)           |                 |  |
|  |                  |                  |                  |             |             |             |             |             |  | Corinthians | Corinthians     | 0               | 1 (3)           |                 |  |
|  |                  |                  | Palmeiras        | Palmeiras   | 0           | 1 (4)       |             |             |  |             |                 |                 |                 |                 |  |
|  | Palmeiras        | Palmeiras        | Palmeiras        | Palmeiras   | 0           | 1 (4)       | 2           |             |  |             |                 |                 |                 |                 |  |
|  | Palmeiras        | Palmeiras        |                  |             |             |             |             |             |  |             |                 |                 |                 |                 |  |
|  | Santo André      | Santo André      | 0                |             |             |             |             |             |  |             |                 |                 |                 |                 |  |
|  | Santo André      | Santo André      | 0                |             | Palmeiras   | Palmeiras   | 1           |             |  |             |                 |                 |                 |                 |  |
|  |                  |                  |                  |             | Palmeiras   | Palmeiras   | 1           |             |  |             |                 |                 |                 |                 |  |
|  |                  |                  | Ponte Preta      | Ponte Preta | 0           |             |             |             |  |             |                 |                 |                 |                 |  |
|  | Santos           | Santos           | Ponte Preta      | Ponte Preta | 0           | 1           |             |             |  |             |                 |                 |                 |                 |  |
|  | Santos           | Santos           |                  |             |             |             |             |             |  |             |                 |                 |                 |                 |  |
|  | Ponte Preta      | Ponte Preta      | 3                |             |             |             |             |             |  |             |                 |                 |                 |                 |  |
|  | Ponte Preta      | Ponte Preta      | 3                |             |             |             |             |             |  |             |                 |                 |                 |                 |  |
|  |                  |                  |                  |             |             |             |             |             |  |             |                 |                 |                 |                 |  |

| Bandera del estado de São Paulo |
| Campeón                         |
| Palmeiras 23.er título          |

## Goleadores
Actualizado el 8 de agosto de 2020.
| Jugador        | Selección        | Goles |
| -------------- | ---------------- | ----- |
| Ytalo          | RB Bragantino    | 7     |
| Pablo          | São Paulo        | 6     |
| Junior Todinho | Guarani          | 6     |
| Willian        | Palmeiras        | 6     |
| Murilo Rangel  | Inter de Limeira | 6     |